# روبرت موريس أوغدن
روبرت موريس أوغدن (بالإنجليزية: Robert Morris Ogden)‏ هو عالم نفس أمريكي، ولد في 1877 في بينغامتون في الولايات المتحدة، وتوفي في 1959 في إثاكا في الولايات المتحدة بسبب سرطان البنكرياس.